# Arbeidsverhoudingen
Arbeidsverhoudingen zijn de betrekkingen tussen werkgevers en werknemers en in een aantal gevallen ook de overheid. Arbeidsverhoudingen (industrial relations) spelen zich af op het collectieve niveau, terwijl de arbeidsrelatie (employment relations) het individuele niveau betreft.
Met de industrialisatie veranderden de arbeidsverhoudingen drastisch. Door de sterke toename van loonarbeid verloren veel arbeiders hun zelfstandigheid en met de introductie van het fabriekssysteem hun bewegingsvrijheid. Aanvankelijk werden de arbeidsvoorwaarden individueel overeengekomen en was er zelfs sprake van coalitieverboden. De machtsongelijkheid was echter dusdanig dat tegen de verwachting van de liberalen in de marktwerking uitwassen niet kon voorkomen. Dit verbod werd uiteindelijk dan ook opgeheven, waarna vakbonden ontstonden en als reactie daarop werkgeversorganisaties.
In toenemende mate werden arbeidsvoorwaarden daarna collectief vastgesteld in collectieve arbeidsovereenkomsten. Deze collectivisering ging gepaard met een institutionalisering waarbij werkgevers, werknemers en ook de overheid met elkaar onderhandelden en overleg voerden. Zo kwam ook de regulering van de arbeidsmarkt op gang. Daarmee ging dit verder dan slechts de arbeidsovereenkomst en kwamen ook het sociaal-economisch beleid en de sociale zekerheid op de agenda. In Nederland vindt dit plaats via de Stichting van de Arbeid en de Sociaal-Economische Raad, in België via de Nationale Arbeidsraad en de Centrale Raad voor het Bedrijfsleven.
De laatste jaren is er echter een voorzichtige tendens richting flexibilisering en decollectivisering van de arbeidsverhoudingen.